# Manuel Pelegrina
Manuel Gregorio Pelegrina, talvolta indicato come Pellegrina (San Vicente, 19 novembre 1919 – La Plata, 23 novembre 1992), è stato un calciatore argentino, di ruolo attaccante. Figura al quarto posto della classifica dei realizzatori della Primera División argentina ed è il miglior marcatore della storia dell'Estudiantes.

## Biografia
Morì a La Plata il 23 novembre 1992, a 72 anni, di polmonite.

## Caratteristiche tecniche

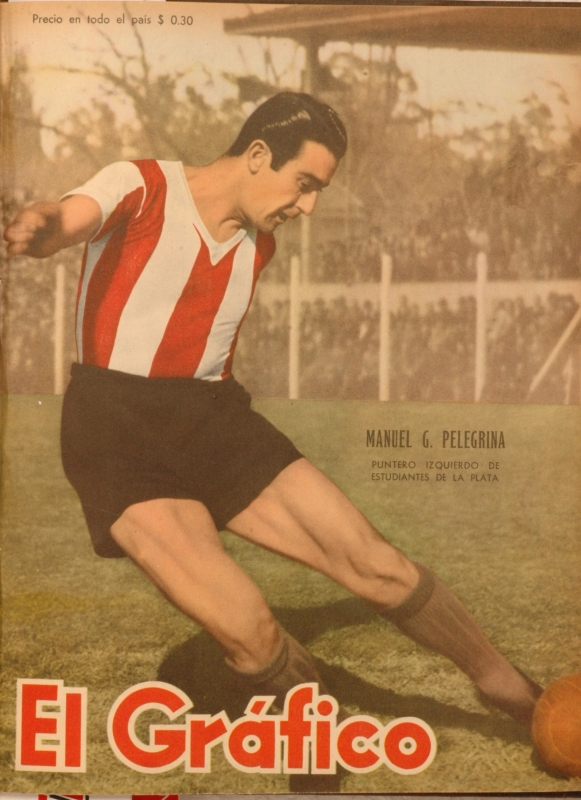
Copertina de El Gráfico raffigurante Pelegrina

Soprannominato Payo, Pelegrina giocava come ala sinistra. Prolifico realizzatore, era noto per la potenza dei suoi tiri. Grazie a questa capacità Pelegrina segnò molti gol da punizione, oltre a essere un efficace rigorista. Si distinse anche in campo per la sua correttezza, non ricevendo mai alcuna squalifica e subendo pochi infortuni gravi nel corso della sua carriera.

## Carriera

### Club
Incominciò a giocare nel 1938 con l'Estudiantes, dopo una lunga disputa con il Rosario Central per avere il giocatore che infine optò per la maglia biancorossa. Debuttò il 3 aprile contro l'Almagro nella partita vinta per 3-0, e trovò il primo gol con la squadra platense il 24 aprile contro il Ferro Carril Oeste, partita persa per 5-3. Nel primo anno di carriera realizzò 17 reti su 31 partite giocate in campionato, non diventando però il capocannoniere del torneo, titolo che spetterà ad Arsenio Erico con 46 gol. Dopo 14 anni di militanza nell'Estudiantes, Pelegrina fu acquistato dall'Huracán per 650.000 pesos insieme ai suoi compagni di squadra Gabriel Ogando, Antonio Giosa e Ricardo Infante; questo perché la squadra retrocesse per problemi economici, causati anche da attriti con il governo Perón. Con la squadra di Buenos Aires in un anno giocò 29 partite e segnò 10 volte, per poi tornare nel 1954 all'Estudiantes. Vinse la Primera B Nacional con la squadra ottenendo la promozione per la Primera División, e vincendo il titolo di capocannoniere con 14 gol di quella competizione.
Nel 1957, sotto richiesta dell'allenatore Alberto Zozaya, Pelegrina a 36 anni si trasferì al Defensores de Cambaceres con un obiettivo: ottenere la promozione in Primera Amateur. Nel 1959, nonostante l'età — 39 anni — segnò 19 reti, diventando il capocannoniere del torneo e ottenendo la promozione con 50 punti (11 in più della seconda Almagro). Con la compagine militò per 5 anni e mise a segno 58 reti. Sei anni dopo tornò al Defensores de Cambaceres, come allenatore.

### Nazionale
Con la Nazionale argentina giocò solamente quattro partite e segnò due reti dal 1942 al 1947; disputò il posto da titolare a Enrique García, Félix Loustau e Ezra Sued.

## Palmarès

### Nazionale
- Campeonato Sudamericano de Football: 1

Cile 1945